# Cangombe
Cangombe – miasto w Angoli, w prowincji Moxico.